# Севак Ханагян
Севак Ханагян (вірм. Սևակ Խանաղյան; нар. 28 липня 1987, Мецаван, Вірменська РСР, СРСР)  — російсько-вірменський співак, переможець сьомого сезону українського вокального шоу «X-Фактор». Представник Вірменії на 63-му пісенному конкурсі «Євробачення 2018» в Португалії з піснею «Qami».

## Життя і творчість

### Ранні роки
Севак Ханагян народився 28 липня 1987 року в селі Мецаван,  Вірменської РСР. У 7 років батько навчив його грати на музичному синтезаторі. Та через роботу батька вже в сьомому класі Севак з батьками переїхав до Росії. У 2005 році  вступив до Курського коледжу культури по класу акордеона який закінчив 2009 року, а відтак — до Державної класичної Академії  у Москві на естрадно-джазовий відділ вокалу.

### 2015—2017: «X-Фактор» і  початок кар'єри
На початку 2015 року Севак брав участь в своєму першому телешоу, яким став російський вокальний проект «Головна сцена». У відборі він заспівав пісню «Танцы на стеклах» Максима Фадеєва та потрапив до команди саме цього продюсера. Севак в реаліті-шоу дійшов тільки до чвертьфіналу. Вже наприкінці цього ж року брав участь в іншому російському телешоу «Голос». На сліпих прослуховуваннях Севак заспівав пісню Віктора Цоя «Кукушка». До Севака повернулись одразу двоє тренерів, репер Баста та співачка Поліна Гагаріна, та саме до неї в команду він вирішив піти. У наступному етапі, в поєдинках, він зміг переспівати джазову співачку Софі Окран, але вже в нокаутах він покинув шоу. 
У 2016 році Севак Ханагян брав участь в українському вокальному шоу «X-Фактор». На кастингу сьомого сезону він виконав свою авторську композицію «Не молчи» та отримав чотири так від суддів. Його наставником у проекті був соліст гурту «Агонь» Антон Савлепов. У прямих ефірах Севак дебютував з піснею із репертуару Олександра Панайотова «Непобедимый», а в тренувальному таборі під час фінального випробування також заспівав свою авторську пісню «Повертайся». За підсумками глядацького голосування Севак Ханагян здобув перемогу у сьомому сезоні вокального шоу «X-Фактор».
У 2017 році Ханагян взяв участь у зйомках четвертого сезону вокального шоу «Голос Вірменії», де був одним з чотирьох тренерів.

### 2018: «Євробачення»
25 лютого 2018 року Севак Ханагян брав участь у фіналі вірменського національного відбору «До Євробачення» (вірм. Դեպի Եվրատեսիլ) з піснею «Qami». Експерти та глядачі відбору віддали йому найвищий бал 12, що означало його перемогу, та саме він представив Вірменію на 63-му пісенному конкурсі «Євробачення 2018» в Португалії.

## Родина
Одружений. Виховує сина Баграта.